# Championnat du Mali de football

## Histoire
Seuls trois clubs ont remporté le championnat depuis 1966 et sont tous basés à Bamako :  Djoliba A.C., Stade Malien et A.S. Real Bamako.
Djoliba A.C. à dominé le football malien depuis l'indépendance jusqu'à la fin du XXe siècle avec dix-huit titres de champion.
Le Stade Malien domine le début du XXIe siècle du football national avec seize titres de champion remportés.

## Palmarès
| Année | Champion                |
| 1966  | Djoliba A.C. (1)        |
| 1967  | Djoliba A.C. (2)        |
| 1968  | Djoliba A.C. (3)        |
| 1969  | A.S. Real Bamako (1)    |
| 1970  | Stade Malien (1)        |
| 1971  | Djoliba A.C. (4)        |
| 1972  | Stade Malien (2)        |
| 1973  | Djoliba A.C. (5)        |
| 1974  | Djoliba A.C. (6)        |
| 1975  | Djoliba A.C. (7)        |
| 1976  | Djoliba A.C. (8)        |
| 1979  | Djoliba A.C. (9)        |
| 1980  | A.S. Real Bamako (2)    |
| 1981  | A.S. Real Bamako (3)    |
| 1982  | Djoliba A.C. (10)       |
| 1983  | A.S. Real Bamako (4)    |
| 1984  | Stade Malien (3)        |
| 1985  | Djoliba A.C. (11)       |
| 1986  | A.S. Real Bamako (5)    |
| 1987  | Stade Malien (4)        |
| 1988  | Djoliba A.C. (12)       |
| 1989  | Stade Malien (5)        |
| 1990  | Djoliba A.C. (13)       |
| 1991  | AS Real Bamako (6)      |
| 1992  | Djoliba A.C. (14)       |
| 1993  | Stade Malien (6)        |
| 1994  | Stade Malien (7)        |
| 1995  | Stade Malien (8)        |
| 1996  | Djoliba A.C. (15)       |
| 1997  | Djoliba A.C. (16)       |
| 1998  | Djoliba A.C. (17)       |
| 1999  | Djoliba A.C.(18)        |
| 2000  | Stade Malien (9)        |
| 2001  | Stade Malien (10)       |
| 2002  | Stade Malien (11)       |
| 2003  | Stade Malien (12)       |
| 2004  | Djoliba A.C. (19)       |
| 2005  | Stade Malien (13)       |
| 2006  | Stade Malien (14)       |
| 2007  | Stade Malien (15)       |
| 2008  | Djoliba A.C. (20)       |
| 2009  | Djoliba A.C. (21)       |
| 2010  | Stade Malien (16)       |
| 2011  | Stade Malien (17)       |
| 2012  | Djoliba A.C. (22)       |
| 2013  | Stade Malien (18)       |
| 2014  | Stade Malien (19)       |
| 2015  | Stade Malien (20)       |
| 2016  | Stade Malien (21)       |
| 2017  | Championnat arrêté      |
| 2018  | Championnat non disputé |
| 2019  | Championnat non disputé |
| 2020  | Stade Malien (22)       |
| 2021  | Stade Malien (23)       |
| 2022  | Djoliba A.C. (23)       |
| 2023  | AS Real Bamako (7)      |
| 2024  | Djoliba A.C. (24)       |
| 2025  | Stade Malien (24)       |

## Bilan
| Club             | Titres | Années |
| ---------------- | ------ | --- |
| Djoliba A.C.     | 24     | 1966, 1967, 1968, 1971, 1973, 1974, 1975, 1976, 1979, 1982, 1985, 1988, 1990, 1992, 1996, 1997, 1998, 1999, 2004, 2008, 2009, 2012, 2022, 2024 |
| Stade Malien     | 24     | 1970, 1972, 1984, 1987, 1989, 1993, 1994, 1995, 2000, 2001, 2002, 2003, 2005, 2006, 2007, 2010, 2011, 2013, 2014, 2015, 2016, 2020, 2021, 2025 |
| A.S. Real Bamako | 7      | 1969, 1980, 1981, 1983, 1986, 1991, 2023 |